# Лемъю
Лемъю (Лема) — река в Республике Коми, левый приток реки Печора. Длина реки составляет 197 км. Площадь бассейна — 4310 км².
Начинается на западной окраине посёлка Малая Пера. Почти на всём своём протяжении река течёт на восток по сильнозаболоченной равнине. Русло крайне извилисто. Устье реки находится в 5 км по левому берегу протоки Лемдикост.
Крупнейшие притоки — Косью, Ленаю, Динъю (левые); Малая Пера, Большая Пера (правые).
Питание смешанное, с преобладанием снегового. Половодье с конца апреля по июнь, летом возможны дождевые паводки.
Рядом с устьем — деревня и пристань Лемты.
Ранее по реке проводился лесосплав.

## Притоки
- 9 км: Чилянъёль (лв)
- 19 км: Динъю (лв)
- 34 км: Порог-Ёль (лв)
- 38 км: Мишъёль (пр)
- 47 км: Лыаёль (лв)
- 62 км: Пачаёль (лв)
- 64 км: Большая Киреёль (пр)
- 68 км: Ленаю (лв)
- 76 км: Косью (лв)
- 79 км: Трипанъёль (пр)
- 82 км: Павел-Ёль (пр)
- 91 км: Мичаю (пр)
- 102 км: Ыджыдъёль (пр)
- 115 км: Кузъёль (пр)
- 120 км: Вожаёль (пр)
- 131 км: Кыдзаёль (пр)
- 147 км: Большая Пера (пр)
- 152 км: Малая Пера (пр)
- 157 км: Левый Лемъювож
- 175 км: Войвож (лв)

## Данные водного реестра

Бассейн Печоры

По данным государственного водного реестра России относится к Двинско-Печорскому бассейновому округу, водохозяйственный участок реки — Печора от водомерного поста у посёлка Шердино до впадения реки Уса.
Код объекта в государственном водном реестре — 03050100212103000061067.